# Yohann Malory
Pour les articles homonymes, voir Michel, Carter et Malory.
Yohann Malory ou simplement Malory, anciennement Tyron Carter, de son vrai nom Yohann Michel, est un chanteur et auteur-compositeur-interprète français, né le 10 janvier 1985 à Antananarivo au Madagascar.

## Biographie et carrière

### Débuts sous le pseudonyme de Tyron Carter (2007 - 2011)
Yohann Malory partage les premières années de sa vie entre Madagascar et la Thaïlande avant d'arriver en France à l'âge de 9 ans.
Il commence à se passionner pour le rap, en particulier américain, et en 2007, il sort un premier album, Mon Holp-Up, sous le pseudonyme de Tyron Carter. Il apparaît également en featuring sur le single De retour de M. Pokora, qu'il co-signe et qui marque le début d'une collaboration régulière avec l'artiste. 

### Un virage vers la pop (2011)
Repéré par Universal, il enregistre, en 2012, l'EP Kiss Kiss Bang Bang, porté par le single Entre toi et moi. Il commence alors une nouvelle carrière, sous son vrai nom, avec un album tourné vers la pop-rock, réalisé par Pierrick Devin (Phoenix, Fortune, Adam Kesher)[réf. souhaitée]. Il collabore notamment avec Brigitte Fontaine sur le titre Chien de lune[réf. souhaitée], Benjamin Lebeau et Guillaume Brière du groupe The Shoes sur le titre Kiss Kiss Bang Bang. Il met en musique le texte de Frédéric Beigbeder Bribes d'arrestation[réf. souhaitée]. Il apparaît également dans un épisode de la série Section de recherches, sur TF1.

### Auteur à succès (2012-2019)
En 2012, Yohann Malory écrit et cocompose les titres Appelle la police mon amour, L'Amour & moi, Mademoiselle fume, Prisonnière, Hello et Mes nuits sur l'album L'Amour et moi de Jenifer qui sera certifié disque de platine. Leur collaboration se conclut par un duo sur le titre Love me,. Dès lors, c'est surtout en écrivant pour d'autres artistes, souvent débutants, que sa carrière va se développer, régulièrement en collaboration avec Tristan Salvati. 
À partir de 2013, il écrit (ou co-écrit) des chansons pour les albums de Margaux Avril (les titres Insatisfaite et Romance d'automne) ou d'Axel Tony (Ne me juge pas), ainsi que plusieurs singles diffusés en radio ou en clips : On ne vit qu'une fois de Sidoine, Laissons-les rêver de John Mamann, Mes silences de Chimène Badi, Aucune autre de Jonesic. Le titre J'écoute du Miles Davis de Navii devient l'une des chansons les plus diffusées pendant l'hiver 2016.
Sa collaboration avec M. Pokora se poursuit en 2014 sur son album R.E.D, sur lequel il écrit le single Le Monde et co-signe le titre Cœur voyageur avec Miossec. La même année, il coécrit le titre Où es-tu de Yannick Noah sur l'album Combats ordinaires.
Universal fait appel à lui pour des chanteurs issus des émissions The Voice ou The Voice Kids. Pour Louane, il écrit les titres Chambre 12, Incontrôlable et Maman, qui est diffusé comme single pendant l'hiver 2016. L'album Chambre 12 est certifié double diamant avec plus d'un million d'albums vendus et remporte une victoire de la musique dans la catégorie album révélation. La même année il écrit Promis juré, le premier single de Lilian Renaud, ainsi que le titre Les Enfants de l'oubli pour son album Le Bruit de l'aube. En 2016, il signe le premier single de Jane Constance, À travers tes yeux.
En 2016, Yohann Malory et Tristan Salvati signent la bande originale du film d'animation Robinson Crusoé, dont la chanson The world belong to us, interprétée par Marina Kaye. La même année, ils signent la quasi-totalité du premier album de Navii, Tout se donner, puis celui de Léa Paci, en 2017, dont les singles Pour aller où et Adolescente Pirate. En 2018, ils retrouvent Jenifer pour participer à la création de l'album Nouvelle Page en 2018,, sur lequel ils signent sept chansons dont le single Encore et encore.
En 2019, en collaboration avec Yodelice, Yohann Malory coécrit les titres Pardonne-moi, Un enfant du siècle et Je ne suis qu'un homme, sur l'album posthume Mon pays c'est l'amour de Johnny Hallyday,,. La même année, il écrit et co-compose le single Les Planètes de M. Pokora, issu de l'album Pyramide, sur lequel il a participé à l'écriture de 7 titres. 

### Retour à la chanson (depuis 2019)
Début 2019, Yohann Malory revient à la chanson, sous le nom de Malory. Son single Molly est édité par le label PIAS dans l'attente d'un premier album, Chagrin Bitume. C'est finalement sous le titre Métropole Blues qu'il sort une mixtape, en janvier 2020, avec de nombreux duos, notamment S.Pri Noir sur le titre Au réveil,  Yseult sur le titre Morceaux de toi et Claire Laffut sur le titre 37.2 le matin .

### Accusations d'agressions sexuelles (2020)
Yohann Malory poursuit sa carrière d'auteur pour l'actrice Lola Le Lann : il co-écrit son premier single Lola à l'eau, en décembre 2019 (produit par Yodelice), et participe à l'écriture de trois autres titres de son EP en 2020. Il est également l'auteur de la plupart des chansons de son premier album annoncé en octobre 2020. Quelques jours plus tard, sur Instagram, Lola Le Lann décide d'annuler la sortie de cet album, après avoir eu connaissance d'« actes effroyables et intolérables accusant un des auteurs de [ses] chansons, preuves à l'appui », sans le nommer. Cependant, le 1er novembre 2020, le parquet de Paris ouvre une enquête pour agressions sexuelles contre Yohann Malory, à la suite de quatre plaintes déposées contre lui.
De son côté, Yohann Malory nie toute agression sexuelle et, en janvier 2021, il porte plainte contre X, pour dénonciation calomnieuse. Sa défense est assurée par l'avocat Antoine Vey. Dans une interview donnée au journal Le Parisien, il reconnaît toutefois avoir fait ingérer de la MDMA à l'une des quatre plaignantes, à son insu, après en avoir versé dans son verre lors d'une soirée en boîte de nuit à Paris, fin octobre 2019.
Le 10 mars 2021, Yohann Malory est placé en garde à vue dans le cadre de la procédure d'enquête le visant pour agression sexuelle. Il est mis en examen pour viol et agression sexuelle le lendemain. En février 2025, le parquet de Paris requiert sa « mise en accusation devant la cour criminelle départementale pour viol sur deux jeunes femmes et agressions sexuelles sur deux autres », ce qui pourrait donner lieu à un procès.

## Récompenses
En 2016, il est en lice dans la catégorie « auteur de l'année » au prix de la création musicale aux côtés de Gaëtan Roussel, Da Silva, Ycare (le gagnant) et Dorian.

## Discographie

### Singles
- (2006) - De retour (M. Pokora featuring Tyron Carter)
- (2006) - Je sais (M. Pokora featuring Tyron Carter)
- (2007) - Ne me dis pas (featuring M. Pokora)
- (2011) - Entre toi et moi
- (2012) - On ne sera pas
- (2012) - Est-ce que tu m'aimes encore ?
- (2013) - Love Me (Featuring Jenifer)
- (2019) - Molly
- (2019) - Un amour d'été
- (2019) - Téléphone Pacifique